# 南町奉行事件帖 怒れ!求馬
南町奉行事件帖 怒れ!求馬（みなみまちぶぎょうじけんちょう いかれ!きゅうま）は、TBS系列で月曜20:00 - 20:54（JST）の『ナショナル劇場（後にパナソニック ドラマシアター→月曜ミステリーシアター）』の枠で放送された時代劇。制作協力は東映太秦映像、製作はC.A.L。『翔んでる!平賀源内』以来の新作。
ここでは、続編の『南町奉行事件帖 怒れ!求馬II』と『大江戸を駈ける!』についても解説する。

## 南町奉行事件帖 怒れ!求馬I
1997年11月3日から1998年2月2日にかけて、全13話が放送された。今作よりナショナル劇場の作品は全て16mmフィルム撮影からVTR収録に切り替えられた。

### 概要
お松が営むそば屋「千鳥」に居候している根岸求馬は、南町奉行所の奉行を勤める根岸肥前守の孫だが、祖父のやり方に反発して勘当の身であった。求馬と肥前守は反目しつつも、求馬は江戸で起こる数々の事件の探索を肥前守から任される。南町奉行所与力の姉崎真吾、芸者の豆千代、そして岡っ引きの為吉らの協力を得て、求馬は数々の事件をあざやかに解決していく。

### キャスト
- 根岸求馬（ねぎし きゅうま）：原田龍二

江戸南町奉行根岸肥前守の孫。正義感の強い性格で剣と「馬」と書かれた“鉄製の将棋の駒”を武器に戦う。母である巴絵の縁談のしつこさには辟易しており、更に兄が尻に敷かれているのを見て「肩が凝るから嫌だ」と事あるごとに逃げ回っている。
- 姉崎真吾（あねざき しんご）：田中健

江戸南町奉行所同心。求馬と行動を共にする事が多く、肥前守からも一目置かれている。
- 巴絵（ともえ）：野川由美子（第1話 - 第2話、第5話 - 第6話、第8話 - 第13話）

求馬と榮太郎の母。夫（根岸肥前守の実子）とはすでに死別している。息子のことをいつも案じている。求馬に婿養子の見合いを勧めており、その余りのしつこさは求馬を閉口させるほど。なお第6話では根岸肥前守にも縁談を勧め、彼に「要らん！」と呆れられた。
- 9豆千代（まめちよ）：野村真美

本名は文姫（あやひめ）で上様の16番目の姫君。わけあって田安幽斎に預けられている。普段は芸者をしている。かんざしを手裏剣のように使う他、剣の腕もたつ。求馬に気があるのか、求馬が見合いをするたびに機嫌が悪くなる。割と貧乏くじを引きやすい。
- お松：沢田亜矢子

求馬の乳母。蕎麦屋千鳥を営み、その二階に求馬を居候させている。
- 咲絵（さきえ）：河原崎有稀（第2話 - 第13話）

花井市之進の母。市之進が辟易するほどの小煩い性格。息子が長崎へ転属した後は伝八の世話をするも、その小煩さは伝八をもたじたじにさせている。
- 為吉：湯原昌幸

ベテランの岡っ引で姉崎の部下。求馬とも関わりが深い。
- お京：宮内知美

岡っ引。為吉と同じく姉崎の部下。女ながらに気風の良い性格。
- 根岸榮太郎（ねぎし えいたろう）：岡野進一郎

求馬の兄で江戸南町奉行所与力。根岸家次期当主であるものの、求馬とは反対に気弱な性格。妻と赤ん坊の息子がいるが、性格から妻に尻に敷かれている始末。
- 加世（かよ）：佳山まりほ

根岸榮太郎の妻。
- 花井市之進（はない いちのしん）：森宮隆（第1話 - 第7話）

江戸南町奉行所同心。第7話の最後で長崎への転属を命ぜられて、旅立った。
- 半田伝八（はんだ でんぱち）：野仲功（第7話 - 第13話）

江戸南町奉行所同心。下の者には威張り散らし、上に媚びる小役人の典型。市之進の母である咲絵に世話になるが、彼女にはたじたじな様子。
- お照：高木まみ子

豆千代の侍女。
- お静：坂野友香
- 秋山平五郎：伊藤博幸

江戸南町奉行所同心。
- お花：竹本聡子

お松の娘。
- 春吉：疋田泰盛

千鳥の従業員
- 新助：青井敏之

千鳥の従業員
- 大田蜀山人：植木等（第1話 - 第2話、第13話）

戯作者。根岸肥前守とは刎頚の友。田安幽斎とも親交がある。
- 根岸肥前守：田村高廣

江戸南町奉行で求馬と榮太郎の祖父。求馬の性格を敢えて利用した上で「勘当」し捜査に用いている。
- 水野重勝：吉田輝雄（第1話 - 第2話、第13話）
- 田安幽斉：森繁久彌（第1話、第2話）

### スタッフ
- 脚本：藤井邦夫（第1話～第2話、第6話、第9話、第11話）、櫻井康裕（第1話、第2話）、大西信行（第3話、第7話～第8話、第10話、第12話～第13話）、田上雄（第4話）、佐藤五月（第5話）
- 音楽：YOMO
- タイトル画：藤森哲郎
- 監督：井上泰治（第1話～第2話、第8話、第10話、第13話）、矢田清巳（第3話、第6話、第9話、第11話）、髙倉祐二（第4話、第7話）、金鐘守（第5話、第12話）
- 特技：宍戸大全
- チーフプロデューサー：五十嵐通夫
- プロデューサー：樋口祐三
- プロデューサー：大庭喜儀、本間信行、山田勝
- VE：山本辰也、作村龍二
- 編集：河合和子
- ビデオ編集：鍛冶川一夫
- 技術協力：IMAGICA
- 整音：神戸孝憲
- 邦楽監修：中本哲
- 擬斗：清家三彦、菅原俊夫、上野隆三（東映剣会）
- 衣装：植田光三
- 装置：森俊昭
- 小道具：高津商会
- 美粧・結髪：東和美粧
- かつら：山崎かつら
- スチール：荒川大介
- 番組宣伝：河野裕之
- 演技事務：山下義明
- 騎馬：岸本乗馬センター
- ナレーター：柴田秀勝
- 文芸：皿田明
- 制作協力：東映太秦映像
- 製作：C.A.L

### 放映リスト
| 話数   | 放送日         | サブタイトル       | 脚本              | 監督     | ゲスト | 備考 |
| ------ | -------------- | ------------------ | ----------------- | -------- | --- | ---- |
| 第1話  | 1997年 11月3日 | 両国橋に駒が飛ぶ   | 櫻井康裕 藤井邦夫 | 井上泰治 | 柴原平蔵：内田勝正（前編） 京坂屋：高野真二（後編） 奥野哲翁：坂本長利（前編・後編） 木曽屋：外山高士（前編） 土田伊予守：川辺久造（前編） 望月蔵人：山下洵一郎（前編・後編） お艶の方：山本ゆか里（前編・後編） 普請方奉行：山田良樹（前編） 氷室源十郎：脇坂奎平（後編） 春日菊之丞：朝倉一（後編） 瓦版屋：阿城太郎（前編・後編） お定：武田京子（前編） 鳴尾：岡田千代（後編） 萩乃：塚本加成子（後編） 雨宮敬太郎：中嶋俊一（後編） 徳造：野口貴史（後編） |      |
| 第2話  | 11月10日       | 大奥に駒が飛ぶ     | 櫻井康裕 藤井邦夫 | 井上泰治 | 柴原平蔵：内田勝正（前編） 京坂屋：高野真二（後編） 奥野哲翁：坂本長利（前編・後編） 木曽屋：外山高士（前編） 土田伊予守：川辺久造（前編） 望月蔵人：山下洵一郎（前編・後編） お艶の方：山本ゆか里（前編・後編） 普請方奉行：山田良樹（前編） 氷室源十郎：脇坂奎平（後編） 春日菊之丞：朝倉一（後編） 瓦版屋：阿城太郎（前編・後編） お定：武田京子（前編） 鳴尾：岡田千代（後編） 萩乃：塚本加成子（後編） 雨宮敬太郎：中嶋俊一（後編） 徳造：野口貴史（後編） |      |
| 第3話  | 11月17日       | 歌麿美人画の謎     | 大西信行          | 矢田清巳 | 高島ひさ：由美かおる（友情出演） 柴誠十郎：藤堂新二 小田切土佐守：大林丈史 おけい：津島令子 上田吉平：白井滋郎 同心：木谷邦臣 同心：大橋渡 小幡の三次：飼鶴丸聡 |      |
| 第4話  | 11月24日       | 密命帯びた男の剣   | 田上雄            | 高倉祐二 | 楠木新十郎：北大路欣也 三池八右衛門：磯部勉 妙義屋：黒部進 長次郎：宍戸マサル お蓮の方：湖条千秋 四ツ車大八：木下通博 信濃屋：五十嵐義弘 |      |
| 第5話  | 12月1日        | 騙されつづけた女   | 佐藤五月          | 金鐘守   | おせい：中村玉緒 清吉：三夏紳 後藤屋：和崎俊哉 酒巻栄助：南条弘二 富蔵：木谷邦臣 仙造：伊庭剛 赤塚：細川純一 |      |
| 第6話  | 12月8日        | 消えた女囚         | 藤井邦夫          | 矢田清巳 | お政：斉藤とも子 友次郎：伊吹剛 石出帯刀：久保明 兵藤縫之助：伊藤敏八 吉野屋：北相馬宏 善八：阿木五郎 半次：石倉英彦 千太：勝野賢二 松葉屋の女将：三浦徳子 喜助：朝日完記 虎吉：木下通博 お紺：飯島順子 浪人：福本清三 |      |
| 第7話  | 12月15日       | 濡れ衣晴らす乳兄弟 | 大西信行          | 高倉祐二 | 半次郎：山口粧太 加助：冷泉公裕 宗兵衛：小池栄 くちなわの久兵衛：武井三二 おいと：小野恵未 お菊：岩上佳寿美 おもよ：桂川夢女 |      |
| 第8話  | 12月22日       | 罪を償うお役者小僧 | 大西信行          | 井上泰治 | みよ：島崎路子 音吉：西尾塁 おさと：舟倉由佑子 武州屋：出光元 庄兵衛：市川左團次 藤八：水上保広 おさわ：宮田圭子 久世大和守：川浪公次郎 影山典膳：波多野博 |      |
| 第9話  | 1998年 1月5日  | 親子引き裂く贋小判 | 藤井邦夫          | 矢田清巳 | 平作：吉田次昭 お里：景山仁美 平吉：芝崎善紀 お鈴：濱野智沙都 萬屋：入川保則 氏家織部：杜澤泰文 岩城左馬之助：谷口高史 粂造：下元年世 |      |
| 第10話 | 1月12日        | お見合い誘拐事件   | 大西信行          | 井上泰治 | 志乃：古柴香織 加代：佳山まりほ 大宅助右衛門：佐原健二 りく：泉晶子 篠塚陽次郎：柄沢次郎 春吉：疋田泰盛 仲人：大木晤郎 仲居：田辺ひとみ 左五平：田中勲 |      |
| 第11話 | 1月19日        | 肥前守暗殺!        | 藤井邦夫          | 矢田清巳 | お蘭：清水ひとみ 五郎蔵：山田吾一 佳田清州：草川祐馬 お久美：福家美峰 加納伊予守：山本紀彦 高砂屋：梅澤龍峰 伊丹軍十郎：堀田眞三 幕閣：田中弘史 幕閣：白川浩二郎 服部鉄之進：森山陽介 人足：矢部義章 |      |
| 第12話 | 1月26日        | 消えた死体         | 大西信行          | 金鐘守   | 寺間仙右衛門：土屋嘉男 汐路：伊藤美由紀 相馬五郎三郎：滝田裕介 くみ：小野朝美 小夜：愛禾みさ おさと：高橋靖子 田宮新次郎：峰蘭太郎 |      |
| 第13話 | 2月2日         | 求馬危うし!        | 大西信行          | 井上泰治 | 剣崎陣十郎：木村栄 大井掃部介：睦五朗 岩城屋：田口計 幸助：芝本正 浪人：藤沢徹夫 目付：波多野博 |      |

### 主題歌
「愛が走る」
- 作詞：辻仁成
- 作曲・編曲・歌：BEGIN（テイチク）

放送時は2番の歌詞を中心に、「電話」「ゲーム」と言った現代的な語を含む部分をカットし曲の構成を変えた専用ヴァージョンが流された。

### エンディング
「熱き砂」
- 演奏：サンシャイン・ステイト（ディーポップレコード）

## 南町奉行事件帖 怒れ!求馬II
1999年10月25日から2000年2月28日にかけて、全17話が放送された。

### キャスト
- 根岸求馬：原田龍二
- 姉崎真吾：田中健
- 巴絵：野川由美子
- お松：河原崎有稀

求馬の乳母。
- 豆千代：野村真美
- 根岸榮太郎：岡野進一郎
- 半田伝八：野仲イサオ
- 結城一平：伊吹康太郎

江戸南町奉行所の新米同心。
- 為吉：湯原昌幸
- お景：持田真樹

岡っ引き。
- 加世：丸山真歩

榮太郎の妻。
- 榮之進：村中紘輝

榮太郎と加世の息子でまだ赤ん坊である。
- 秋山平五郎：伊藤博幸
- お花：竹本聡子
- おみつ：加藤綾子
- 権田権之進：須藤正裕

北町奉行所同心。求馬や南町奉行所の面々にライバル心を燃やしている。
- 清七：薗田正美

岡っ引き。権田権之進の後をついて回っている。
- 大田蜀山人：植木等（第1話、第13話、第17話）
- 根岸肥前守：田村高廣

### スタッフ
- 脚本：大西信行（第1話、第3話、第5話、第9話、第11話、第15話）、櫻井康裕（第2話、第13話、第17話）、佐藤五月（第4話、第16話）、藤井邦夫（第6話、第8話、第12話、第14話）、小池康生（第7話）、鶴島光重（第10話）
- 音楽：YONO
- 監督：髙倉祐二（第1話、第13話、第17話）、井上泰治（第2話～第3話、第6話、第11話）、金鐘守（第4話、第7話～第8話、第15話）、矢田清巳（第5話、第9話～第10話、第12話）、山内鉄也（第14話、第16話）
- 特技：宍戸大全
- チーフプロデューサー：中尾幸男
- プロデューサー：樋口祐三
- プロデューサー：山田勝
- プロデューサー補：藤田知久
- 撮影：長谷川光徳、小林善和、都築雅人
- 照明：武邦男、畑下隆憲、亀山譲
- 録音：木村均、田辺義教、中川清、田代博司
- 美術：高見哲也、三浦鐐二、辻野大
- 記録：西村直美、内藤幸子、中田英子、小川加津子
- 助監督：梅原重行、和田圭一、佐藤晴夫、六車雅宣
- VE：山本辰也、作村龍二
- 編集：河合和子
- ビデオ編集：鍛冶川一夫
- 技術協力：IMAGICA（クレジットはIMAGICA Lab.のロゴ）
- 整音：神戸孝憲
- 邦楽監修：中本哲
- 舞踊振付：重森由郷
- 擬斗：清家三彦、菅原俊夫（東映剣会）
- 衣装：植田光三
- 装置：森俊昭
- 装飾：長尾康久、西川由紀夫、極並浩史
- 小道具：高津商会
- 美粧・結髪：東和美粧
- かつら：山崎かつら
- スチール：荒川大介
- 協力：御室・仁和寺、京都・大覚寺
- 番組宣伝：河野裕之
- 演技事務：山下義明
- 騎馬：岸本乗馬センター
- 進行：土生川明弘、松田渡
- ナレーター：柴田秀勝
- 文芸：皿田明
- 進行主任：森井敦、進藤盛延
- 制作協力：東映太秦映像
- 製作：C.A.L

### 放映リスト
1. 消えた美女二人
出演：お絹：三船美佳、音平：松田洋治、寺門勘兵衛：田口計、加島屋：頭師孝雄、星川清兵衛：世古陽丸、木谷邦臣、藤沢徹夫、浅田祐二、松田吉博、木村康志、林健太郎、村中絋輝（赤ん坊）
2. 泣きぼくろの女
出演：喜之助：山城新伍、宗八：石山律雄、お幸：坂野友香、お粂：正司照枝、万吉：江幡高志、伊助：石倉英彦、恵比須の利兵衛：久賀大雅、福本清三、杉本善明、益満哲也、田中啓資、山口幸晴、重伸幸、福中勢至郎、本山力、森山陽介、村中絋輝、田中美鈴、前田萌絵
3. おれは用心棒
出演：荒尾軍十郎：ルー大柴、松屋：江藤潤、お浜：上野めぐみ、布久来鬼三郎：朝日完記、阿木五郎、星野美恵子、西山清孝、森山陽介、小谷浩三、上野秀年、小坂和之
4. 女将と泥棒・味な対決
出演：おせい：多岐川裕美、五斉：長門勇、狸の和助：モロ師岡、粂次：北村晃一、銀三：木村栄、庄兵衛：岸本功、南条好輝、有島淳平、窪田弘和、浜崎涼子、東孝、小峰隆司、田宮拓（子役）
5. 父親はだれ?
出演：仙太：堤大二郎、越後屋：宮崎達也、おとき：有沢妃呂子、芳次郎：西川弘志、源次：岩田和樹、おしま：宮田圭子、おふみ：佐藤綾、田丸屋：吉岡博也、石井亜河里、檀林大輔（子役）、村中絋輝（赤ん坊）
6. 生き返った幽霊
出演：お杉：杉田かおる、文吉：酒井敏也、望月義定：近藤洋介、桂幸庵：鹿内孝、大貫平九郎：堀田真三、新太：杉田林太郎（子役）、丈八：滝譲二、駿河屋：田中弘史、疋田泰盛、福中勢至郎、大矢敬典、岡田和範、山崎大聖（子供）、村中絋輝（赤ん坊）、大橋伸太郎
7. 友を斬る!
出演：新井進之介：山本陽一、お春：古柴香織、本堂健士郎：荒木しげる、本堂友也：鷲生功、出雲屋：吉田良全、斉藤重次：関根大学、五王四郎、蔵多哲雄、武井三二、笹木俊志、矢部義章、岩井太郎、吉岡博也
8. 変装大作戦
出演：神原周平：山下規介、お咲：鳥居かほり、柴田陣四郎：佐藤仁哉、岡部図書：内田勝正、宗方頼母：小笠原弘、松村彦十郎：清水邦彦、本多徳之助：青井敏之、新太郎：富平和馬（子役）、島村敬之進：峰蘭太郎、おみち：桂川夢女、森山陽介、丹羽美奈子、高橋弘志、原敏一、畑中伶一、山根誠示、水貴俊、村中絋輝（赤ん坊）、西村美紗（子役）
9. 噂の女
出演：おもん：網浜直子、要助：栗塚旭、猿橋の五郎次：山本昌平、忠七：入江穀、おたね：飯島順子、富山の武助：白井滋郎、おたま：鈴川法子、上野秀年、窪田弘和、村中絋輝（赤ん坊）、岡田和範、泉知奈津
10. 江戸から米が消えた!
出演：武蔵屋藤兵衛：川合伸旺、三の巣屋：森章二、中沢半之丞：倉田健、山本邦衛：石倉英彦、上方の用心棒：岩尾正隆、料亭の女中：町野あかり、田井克幸、草木宏之、勇家寛子、田辺ひとみ、川口聡、井上謹代、波多野博、浅田祐二、有島淳平、福中勢至郎、吉岡博也、重伸幸、岩井太郎、浅野遥香、山口幸晴、塩賀淳平（子役）、福田由里子、山本倫和、西村実紗
11. お見合いにご用心!
出演：琴江：堀江奈々、小幡三五郎：佐伯太輔、るん：磯村みどり、おさわ：服部妙子、白川弥五衛門：服部哲治、平岡：石井英明、近藤：柴田善行、大田原：高橋弘志、岩須透、新村あゆみ、川鶴晃裕、岡田友孝、村中絋輝（赤ん坊）
12. 料理切手は悪の味
出演：お葉：北原佐和子、島田菊之進：篠塚勝、小田切土佐守：高野真二、生駒監物：伊藤高、萬屋：江藤漢、茂兵衛：はせさん治、那須佐代子、中嶋俊一
13. 孫の駆け落ち
出演：染奴：小松千春、徳兵衛：津村鷹志、巳之吉：草見潤平、大地主：玉生司朗、置屋の女将：志乃原良子、堺屋：芝本正、白井滋郎、峰蘭太郎、木下通博、中谷由香、小坂和之、小谷浩三、池田謙治、村中絋輝（赤ん坊）
14. 妹は可愛い小悪魔
出演：およし：岩崎ひろみ、一色甲斐守：滝田裕介、一色伸之介：柄沢次郎、長吉：本宮泰風、山岸：西園寺章雄、番頭：水上保広、主人：波多野博、田中啓資、窪田弘和
この回で求馬の父の名が根岸衛粛だと判明する。
15. 疑惑の炎
出演：おはま：平淑恵、政五郎：山田吾一、伊三郎：伊吹剛、岩松：伊藤敏八、八右衛門：石橋雅史、太吉：亀山忍、山根誠示、杉山幸晴、大矢敬典、春藤真澄、渋田久美子、中村侑矢（子役）、村中絋輝（赤ん坊）
16. 鯛だけが知っていた
出演：筧清太郎：石橋保、安房屋：出光元、坂巻権蔵：小林勝彦、定岡九十郎：成瀬正孝、正助：櫻木健一、赤塚玄蔵：笹木俊志、嵯川義助：細川純一、勘助：梶本潔、木本順子、村中絋輝（赤ん坊）
17. すべてを賭けて守るもの
出演：佐和：真行寺君枝、天野忠造：青山良彦、千石屋：草薙幸二郎、大野木出雲：原口剛、倉田源内：伊東達広、藤八：赤星昇一郎、牧野越前守：入江正徳、金次：谷口高史、土田甚四郎：白井滋郎、西山清孝、東孝、村中絋輝（赤ん坊）

### 主題歌
「愛が走る」
- 作詞：辻仁成
- 作曲・編曲・歌：BEGIN（テイチク）

### エンディング
「熱き砂」
- サンシャイン・ステイト（ディーポップレコード）

## 大江戸を駈ける!
2000年11月27日から2001年3月19日にかけて、全15話が放送された。
タイトル及び設定を一新、前二作とは異なる新たな魅力が取り入れられた。親子の反目やホームドラマ的な部分は成りを潜め、サスペンスとしての面白さが前面に押し出されているのが特徴。また新たなレギュラーとして『新選組血風録』の栗塚旭や本郷功次郎、ルー大柴、原千晶らが加わった。前作から引き続き出演の持田真樹は、これも新たに加わった夏八木勲演じる求馬の剣の師匠・神谷虎之介の娘・志乃役となったが、求馬へ思いを寄せるという設定は前作から受け継がれている。
本作終了後、ナショナル劇場（→パナソニック ドラマシアター）では『水戸黄門』以外の時代劇作品が制作されなくなったため、事実上、最後の単独時代劇作品となった。

### キャスト
- 根岸求馬：原田龍二

木村若狭守や武蔵屋の動静を探るため、根岸肥前守直属の隠密同心に任命された。住まいは神谷道場に移り、神谷道場の師範代も務めている。
- 姉崎真吾：田中健（第1話 - 第3話、第13話、第15話）
- 巴絵：野川由美子（第1話 - 第7話、第9話 - 第11話）
- 豆千代：野村真美

本作ではヒロインとしてのポジションを志乃に譲ったため出番が激減し、剣の腕をふるうことはない。
- お松：河原崎有稀
- 為吉：湯原昌幸
- 青木竜四郎：ルー大柴（第1話 - 第3話、第5話 - 第15話）

「神谷道場」で求馬と剣の道を切磋琢磨する親友。旗本の三男坊で家を出て長屋から道場に通う。かなづちである。
- 綾：原千晶（第1話 - 第3話、第5話、第7話、第9話 - 第11話、第14話 - 第15話）

蘭学医。酒癖が悪く絡み酒になる。求馬に気があるらしい。
- 志乃：持田真樹

求馬が通う「神谷道場」の道場主神谷虎之介の一人娘。求馬に思いを寄せ、豆千代などに嫉妬する。蜘蛛が苦手という女らしい一面もある。
- 武蔵屋清左衛門：栗塚旭（第1話 - 第2話、第13話 - 第15話）
- 木村若狭守：本郷功次郎（第1話 - 第3話、第10話、第14話 - 第15話）

時の老中。若狭木暮藩主である。秘かに根岸肥前守の失脚を狙っている。
- 結城一平：伊吹康太郎
- 半田伝八：野仲イサオ
- お花：竹本聡子
- 根岸榮太郎：岡野進一郎（第3話 - 第7話、第11話 - 第12話）
- 加世：丸山真歩（第4話、第6話、第12話）
- 秋山平五郎：伊藤博幸
- おみつ：加藤綾子
- 神谷虎之介：夏八木勲（第1話 - 第11話、第13話 - 第15話）

求馬が通う「神谷道場」の道場主。元若狭木暮藩士。
- 大田蜀山人：植木等（第1話、第9話、第15話）
- 根岸肥前守：田村高廣

### スタッフ
- 脚本：宮川一郎、櫻井康裕、藤井邦夫、大西信行、岡本さとる
- 音楽：YONO
- 監督：矢田清巳、井上泰治、金鐘守
- 特技：宍戸大全
- チーフプロデューサー：中尾幸男
- プロデューサー：山田勝、藤田知久、樋口祐三
- 撮影：都築雅人、小林善和
- 照明：武邦男ほか
- 録音：木村均、田辺義教、中川清、田代博司
- 美術：辻野大、三浦鐐二ほか
- 記録：西村直美、内藤幸子、中田英子、小川加津子
- 助監督：和田圭一、梅原重行ほか
- VE：山本辰也、作村龍二
- 編集：河合和子
- ビデオ編集：鍛冶川一夫
- 技術協力：IMAGICAウェスト
- 整音：神戸孝憲
- 邦楽監修：中本哲
- 擬斗：清家三彦、菅原俊夫（東映剣会）
- 衣装：植田光三
- 装置：森俊昭
- 装飾：長尾康久、西川由紀夫、極並浩史
- 小道具 ：高津商会
- 美粧・結髮：東和美粧
- かつら：山崎かつら
- スチール： 荒川大介
- 演技事務：山下義明
- 文芸：皿田明
- 進行：土生川明弘、松田渡
- 進行主任：森井敦、進藤盛延
- ナレーター：鈴木史朗
- 制作協力：東映太秦映像
- 製作：C.A.L

### 放映リスト
1. 「隠密同心誕生！」（外神田）
出演：喜八：鼓太郎、おせい：立花理佐、井上郡次郎：朝日完記、柳田次兵衛：石倉英彦、おきく：光井みほ、おかね：小林泉、岩井太郎、梶田裕子、川上真人、山本辰彦、濱田嘉幸、壬生新太郎、上田秀和
2. 「殺された純情」（本所）
出演：卯之吉：鷲生功、お京：立原麻衣、おくま：工藤明子、辰五郎：菊池隆則、おそで：田中由美子、おしん：山本亜希子、弥八：時代吉二郎、彦七：平岡秀幸、西山清孝、井上チャル（井之上チャル）、三谷昌登、吉岡博也、島田佳子、松本英之
3. 「明日なき暴走」（元鳥越）
出演：お妙：早勢美里、周平：藤田哲也、木曽屋：佐々木勝彦、升造：佐藤仁哉、おとよ：青山知可子、恒吉：青井敏之、上野秀年、窪田弘和、小坂和之、大矢敬典、大木順子、上鶴良子
4. 「師走の目撃者」（両国）
出演：松平伊豆守：吉田輝雄、おゆき：佐藤友紀、総次郎：柄沢次郎、おさだ：阿部寿美子、松葉屋：森章二、常吉：北村晃一、おみつ：加藤綾子、望月十蔵：岩尾正隆、おきみ：塚本加成子、浜口悟、木谷邦臣、細川純一、波多野博、矢部義章、浅田祐二、鈴川法子、本山力、山本愉和（子役）
5. 「身勝手な欲望」（柳島）
出演：十三造：西尾塁、田母木助八：野口貴史、小津屋：はりた照久、おみき：前川恵美子、岡田和範、水貴俊、田中啓資、川嶋晃裕、山下槙司、藤森周一郎、中村淳、荒木博之、小堀博史
6. 「狙われた休日」（浅草）
出演：お咲：松下恵、お小夜：中武佳奈子、大黒屋：有川博、お蝶：秦由香里、柴田兵庫：千葉哲也、銀次：剛州、お甲：吉本真由み（吉本真由美）、万蔵：小宮健吾、不動の政五郎：有川正治、福本清三、笹木俊志、小谷浩三、木下通博、山田永二、森山陽介、山崎大聖（子役）、江原政一、東孝
7. 「瞳に映る真の情」（日本橋）
出演：美代：濱田万葉、筒井進之助：伊藤洋三郎、河津忠之：大林丈史、磯部直樹：木村栄、大野屋：山口幸生、無宿人：河本タダオ、池田謙治、菱谷昌功、重伸幸、松島英利香（子供）
8. 「人質は花嫁」（下谷）
出演：銀次：高岡健二、お由：田京恵、殿様伝次：草川祐馬、富田屋：須永克彦、後藤：阿木五郎、清吉：松田吉博、お寅：坂本和子、辰：高橋弘志、七五郎：土屋嘉男、高橋和男、春藤真澄、麻倉大暉
9. 「秘剣！闇の太刀」（深川）
出演：鶴次：芦川よしみ、天野新八：誠直也、山脇監物：近藤洋介、丹波屋：伊藤高、文七：杜澤泰文、北相馬宏、浪人：田中弘史、白井滋郎
10. 「陽のあたる場所」（銀座）
出演：槙左近：岡田聡、お久美：深山凛、永井安房守：藤田宗久、川村屋長左衛門：岸本功、前田重助：加藤大祐、住職：山村弘三、大家：結城市朗、加納軍兵衛：西園寺章雄、亀井賢二、藤沢徹夫、有島淳平、壬生新太郎、平井亮裕（子役）、浅田祐二
11. 「炎に仕組まれた罠」（蔵前）
出演：おもん：辻沢杏子、山路屋喜八郎：曽我廼家文童、竪川の峰造：江藤漢、梅造：坂俊一、田原屋清兵衛：児玉謙次、老婆：新海なつ、女将：湖条千秋、波多野博、木谷邦臣、入江穀、鈴川法子、石野理央（子役）、内泉朱賀（子役）、岡田和範
12. 「島破りの二千両」（佃島）
出演：和平：安藤一夫、弥太五郎：磯部勉、唐造：赤星昇一郎、おしま：遠藤真理子、勘次：松田明、古着屋：泉ひろし、おくら：町野あかり、おきち：飯島順子、和太郎：杉田林太郎（子役）、川上真人、西村龍弥、山田永二、稲垣陽子、山根誠示
13. 「はめられた名奉行」（御成門）
出演：半次：古川九一、お糸：林美穂、丁字屋：頭師孝雄、土屋総十郎：由地慶伍、富造：倉崎青児、長五郎：有川正治、青木哲也、稲田龍雄、宮本浩光、畑中伶一、丹羽美奈子、美松艶子、司裕介、田宮拓（子役）、山本辰彦
14. 「危険な好奇心」（霊岸島）
出演：秋月仙之助：伊吹剛、西国屋宗五郎：沢竜二、礼次：芦屋小雁、与兵衛：松熊信義、権太：若松俊秀、坂大四郎：大谷朗、小野十内：笹木俊志、隆法：久賀大雅、野島健三：森山陽介、木下通博、峰蘭太郎、大矢敬典、川鶴晃裕、岩須透、岩井太郎、吉岡博也
15. 「正義の剣よ永遠に」（高輪）
出演：松平伊豆守：吉田輝雄、木村若狭守：本郷功次郎、芳順尼：三條美紀、奈津：大田沙也加、工藤帯刀：清郷流号、金子又五郎：滝譲二、榊平四郎：谷口高史、川添源之助：西崎光塁、真砂路：塚本加成子、乙三：武井三二、家老：玉生司朗、数奇屋坊主：窪田弘和、河本タダオ、川上真人、木谷邦臣、浅田祐二、つりたみづえ、中村健人

### 主題歌
「Go my way!」
- 作詞：園田凌士
- 作曲、編曲：鷺巣詩郎
- 歌：JAYE'S MASS CHOIR(Gem Stone/Arista Japan)

### エンディング
「悲しみにさよなら」「Take me to the river」(回によってこの2曲のどちらかが交代で使用される)
- 作詞・作曲：JAYE
- 編曲：鷺巣詩郎
- 歌：JAYE'S MASS CHOIR(Gem Stone/Arista Japan)